# Toda Tadatō
Toda Tadatō est un nom japonais traditionnel ; le nom de famille (ou le nom d'école), Toda, précède donc le prénom (ou le nom d'artiste).
Toda Tadatō (戸田 忠寛, 17 octobre 1739 - 14 mars 1801) est un daimyo de l'époque d'Edo à la tête du domaine de Shimabara de 1754 à 1774. Son titre est « Iki-no-kami ».